# Hilary Priestley
Hilary Ann Priestley é uma matemática britânica. É professora na Universidade de Oxford e fellow do St Anne's College (Oxford), onde é tutora de matemática desde 1972.
Hilary Priestley introduziu espaços topológicos separáveis ordenados; tais espaços topológicos são agora geralmente chamados de espaços de Priestley em sua homenagem. O termo "dualidade de Priestley" também é usado para sua aplicação desses espaços na teoria da representação de redes distributivas.

## Livros
- Priestley, Hilary A. (2003). Introduction to Complex Analysis 2nd ed. [S.l.]: Oxford University Press. ISBN 978-0-19-852562-2
- Davey, Brian A.; Priestley, Hilary A. (2002). Introduction to Lattices and Order 2nd ed. [S.l.]: Cambridge University Press. ISBN 9780521784511[3]
- Priestley, Hilary A. (1997). Introduction to Integration. [S.l.]: Oxford University Press. ISBN 978-0-19-850123-7